# لام أكول
لام أكول أجاوين (بالإنجليزية: Lam Akol Ajawin)‏ ولد في العام 1950، هو سياسي ومثقف ودكتور مهندس. وهو من أبرز الشخصيات في الجيش الشعبي لتحرير السودان بزعامة الدكتور جون قرنق. كان وزير خارجية السودان من سبتمبر 2005 - أكتوبر 2007. دكتور لام أكول من جنوب السودان ينتمي إلى قبيلة شلك، وهي ثالث أهم قبيلة في جنوب السودان بعد الدينكا والنوير. وقع لام أكول اتفاقاً مع الحكومة السودانية عرف باسم اتفاق فشودة للسلام عام 1997، ثم اتفاقاً آخر مع حكومة عمر البشير أطلق عليه اتفاقية الخرطوم للسلام، برفقة الدكتور رياك مشار والجنرال كاربينو كوانين في العام نفسه وعين بعدها وزيرا للنقل.

## سيرة حياته
ولد لام أكول عام 1950 في أثيدووي، أعالي النيل. وحصل على الدكتوراه في الهندسة الكيميائية من إمپريال كولدج لندن.
وزير الخارجية السوداني السابق لام أكول
عمل أكول أستاذا في كلية الهندسة بجامعة الخرطوم. انضم إلى الحركة الشعبية لتحرير السودان عام 1986. انشق عن الحركة عام 1990، ثم أسس حركة الفصيل الموحد المؤلفة أساسا من أبناء قبيلتهالشلك
انسحب أكول في يوليو 2002 من حزب المؤتمر الوطني الحاكم حين لم يعين في مكتبه السياسي، وانسحب معه كل من علي مكي بلايل المستشار الرئاسي السابق للسلام وأمين بناني، بسبب ما اعتبروه غياب الشفافية وعدم الالتزام بمبدأ الحريات الأساسية، والفشل في تنفيذ اتفاقات السلام الموقعة مع فصائل سابقة من حركة التمرد.
وأسس أكول وبناني حزب العدالة الذي لم يلبث أن عرف انشقاقا، فأعلن أمين بناني عن حزب جديد (حزب العدالة القومي)، في حين أعلن لام أكول عن عودته إلى التمرد.
ومنذ أكتوبر 2003 والفصيل الموحد بزعامة لام أكول ينسق نشاطاته السياسية والعسكرية مع الحركة الشعبية لتحرير السودان وذراعها العسكري الجيش الشعبي بقيادة جون قرنق.
تزعم اقتراح السودان بإنشاء منظمة أفريقية للثقافة والعلوم في قمة الاتحاد الأفريقي بالخرطوم عام 2006.

### تأسيس الحركة الشعبيبة لتحرير السودان- التغيير الديموقراطي
لام اكول على منبر الامم المتحدة في 3 تشرين الأول/أكتوبر 2007
وفي يونيو 2009 أعلن لام أكول انشقاقه عن الحركة الشعبية لتحرير السودان وتأسيسه حزبا جديدا يحمل اسم «الحركة الشعبية لتحرير السودان - التغيير الديمقراطي».
وشن أكول هجوماً عنيفاً على قيادات الحركة الشعبية التي تشارك بالحكم، متهماً إياها بالعجز عن حشد الجماهير مع انغلاق الحزب على نفسه، من خلال الصراعات الداخلية، وممارسة سياسات الإقصاء باستهداف قيادات في قمة الحزب، مؤكداً أن الحركة لا تتمتع بعمل تنظيمي وفكري داخل أروقتها.
ونقلت شبكة سي ان ان الاخبارية الأمريكية عن أكول القول في مؤتمر صحفي عقده السبت لتدشين حزبه الجديد إن هناك دلائل واضحة تؤكد سيطرة فئة معينة من الحركة لاستغلال اتفاقية السلام الشامل لتغيير النظام الحاكم في السودان، مشيراً إلى أن الاتفاقية هي الأساس للنظام الدستوري الحالي في السودان وأنها منحت الشعب في الجنوب حق تقرير المصير.
وأضاف أن الشعب في جنوب السودان مستاء ومحبط لعدم وجود منهج واضح لحكومة الجنوب في شكل خارطة طريق، تقودهم للاستفتاء حول الوحدة أو الانفصال المقرر عام 2011، مضيفاً أن حكومة الجنوب تقودها فئة قليلة داخل الحركة وتستولي على 70 في المائة من السلطة.
وأشار إلى أن حركته جاءت لإنقاذ الحركة الشعبية من الانهيار تحت القيادة الحالية، وأكد التزامه باتفاقية السلام الشامل، ودعمه لحق تقرير المصير عبر الاستفتاء، إلى جانب دخول حزبه الانتخابات من هذا الباب.
ولفت أكول إلى ما اعتبره «مواقف متذبذبة» للحركة في قضايا عديدة، بينها قرار المحكمة الجنائية الدولية بتوقيف الرئيس السوداني عمر حسن البشير على خلفية اتهامه بجرائم حرب في دارفور، والعملية الإسرائيلية الأخيرة في قطاع غزة ونشر القوات الدولية في دارفور.
وكانت تقارير سياسية عديدة قد توقعت قيام أكول بالخطوة، على أن يتبع ذلك قيامه بعقد تحالف مع المؤتمر الوطني الحاكم بقيادة الرئيس البشير، تمهيداً للانتخابات المقررة في فبراير/ شباط المقبل.
ويأتي التطور السابق بعد تزايد الخلافات مؤخراً بين الحكومة المركزية في الخرطوم والحكومة المحلية في الجنوب والتي نشأت بموجب اتفاقية السلام الشامل التي قضت بتقاسم السلطة والثروة بعد عقود من الحرب الأهلية التي مزقت البلاد.
وبحسب الاتفاقية، يتوجب إجراء استفتاء في مناطق الجنوب الغنية بالنفط عام 2011، لتحديد مستقبل المنطقة، بما في ذلك البقاء في وحدة سياسية مع الخرطوم أو الانفصال

## انظر ايضا
محمود أكوت
رياك مشار
سلفاكير ميارديت